# Gerhard Rödel
Gerhard Rödel (* 31. Juli 1952 in Augsburg) ist ein deutscher Biologe.

## Werdegang
Gerhard Rödel studierte von 1971 bis 1977 Biologie an der Ludwig-Maximilians-Universität München mit dem Schwerpunkt Genetik. Nach seiner Promotion bei Fritz Kaudewitz über mitochondriale Genexpression bei der Hefe Saccharomyces cerevisiae war er ab 1981 an der LMU München als Akademischer Rat und später Oberrat am Institut für Genetik und Mikrobiologie tätig. Nach einem Forschungsaufenthalt an der Cornell University bei Thomas D. Fox habilitierte er sich 1987 mit einer Arbeit über die mitochondriale Biogenese bei Hefe. 
Rödel übernahm 1987 die Professur für Molekulare Biologie und Allgemeine Pathologie an der Universität Ulm und war Leiter des Labors für Molekulare Pathologie. 1994 nahm er einen Ruf der Technischen Universität Dresden an, wo er zunächst die Professur für Allgemeine Genetik vertrat und seit Februar 1995 als Professor für Allgemeine Genetik lehrt und forscht. Zentrale Forschungsthemen widmen sich der Biogenese von Mitochondrien sowie biologischen Sensor-Aktor-Systemen.
Seit 2006 ist Rödel Sprecher der GraduiertenschuleDresden International Graduate School for Biomedicine and Bioengineering (DIGS-BB), die in der Exzellenzinitiative des Bundes und der Länder ausgezeichnet wurde. Von 2010 bis 2020 war er an der Exzellenzuniversität TU Dresden als Prorektor für Forschung für Forschungsförderung, Transfer und wissenschaftlichen Nachwuchs zuständig. Als Direktor der 2012 gegründeten Graduiertenakademie der TU Dresden sowie von 2017 bis 2020 als Mitglied des Vorstands UniWiND engagierte er sich besonders für die Qualifizierung von Nachwuchswissenschaftlern. Innerhalb der Forschungsallianz DRESDEN-concept e.V. (DDc) wirkte Rödel zunächst als Mitglied der Kuratorien der Leibniz-Institute für Polymerforschung(IPF), für Festkörper- und Werkstoffforschung(IFW) und für ökologische Raumentwicklung(IÖR), des Kuratoriums des Max-Planck-Instituts für molekulare Zellbiologie und Genetik(MPI-CBG) sowie des Verwaltungsrats der Sächsischen Landesbibliothek – Staats- und Universitätsbibliothek Dresden(SLUB). Als Geschäftsführer von DDc liegt seit 2020 sein Hauptaugenmerk auf der weiteren Entwicklung des Dresden Science and Innovation Campus.

## Publikationen (Auswahl)
- Gerhard Rödel: Versuche zum Verständnis der Regulation der mitochondrialen Genexpression bei der Hefe Saccharomyces cerevisiae. Dissertation LMU, 1980.
- Brigitte Weiss-Brummer, Gerhard Rödel, Rudolf Schweyen, Fritz Kaudewitz: Expression of the split gene COB in yeast – evidence for a precursor of a maturase protein translated from intron-4 and preceding exons. In: Cell, Band 29, Nr. 2, 1982, S. 527–536.
- Marion Schulze, Gerhard Rödel: SCO1, a yeast nuclear gene essential for accumulation of mitochondrial cytochrome-c oxudase subunit-II. In: Molecular and General Genetics, Band 211, Nr. 3, 1988, S. 492–498.
- Otto Haferkamp, H. Seibold, Martin Stauch, S. Kleeberg, Gerhard Rödel: Neurophilic migration through capillarylike micropores: influence of pulmonary passage, Clin Invest 72:30-35, 1993
- Gerhard Rödel: Translational activator proteins required for cytochrome b synthesis in Saccharomyces cerevisiae. In: Current Genetics, Band 31, Nr. 5, 1997, S. 375–379.
- Anja Lode, Margret Kuschel, Claudia Paret, Gerhard Rödel: Mitochondrial copper metabolism in yeast: interaction between Sco1p and Cox2p. In: FEBS Letters, Band 485, Nr. 1, 2000, S. 19–24.
- Oleh Khalimonchuk, Gerhard Rödel: Biogenesis of cytochrome c oxidase. In: Mitochondrion, Band 5, Nr. 6, 2005, S. 363–388.
- Uta Gey, Cornelia Czupalla, Bernard Hoflack, Gerhard Rödel, Udo Krause-Buchholz: Yeast pyruvate dehydrogenase complex is regulated by a concerted activity of two kinases and two phosphatases. In: Journal of Biological Chemistry, Band 283, Nr. 15, 2008, S. 9759–9767.
- Andreas D. Hofmann, Mandy Beyer, Udo Krause-Buchholz, Manja Wobus, Martin Bornhäuser, Gerhard Rödel: OXPHOS supercomplexes as a hallmark of the mitochondrial phenotype of adipogenic differentiated human MSCs. In: PLOS ONE, Band 7, Nr. 4, 2012, e35160.
- Wolfgang Pompe, Gerhard Rödel, Hans-Jürgen Weiss, Michael Mertig: Bio-Nanomaterials: designing materials inspired by nature. Wiley-VCH, Weinheim 2013.
- Stefan Hennig, Gerhard Rödel, Kai Ostermann: Artificial cell-cell communication as an emerging tool in synthetic biology applications. In: Journal of Biological Engineering, Band 9, Nr. 6, 2015, S. 13.
- Aslihan Ekim Kocabey, Luise Kost, Maria Gehlhar, Gerhard Rödel, Uta Gey: Mitochondrial Sco proteins are involved in oxidative stress defense. In: REDOX BIOLOGY, Band 21, 2019, UNSP 101079.